# Futsal Club Mikeska Ostrava
Il Futsal Club Mikeska Ostrava è stata una squadra ceca di calcio a 5 con sede a Ostrava.

## Storia
Fondata nel 1993, nella stagione 2007-08 è una delle tre formazioni di Ostrava a disputare il massimo campionato ceco. Nel suo palmarès sono presenti due campionati e una coppa. Come miglior risultato internazionale è giunto al quarto posto nell'European Champions Tournament del 1999 a Mosca.

## Rosa 2007-08
| N° | Naz.                 | Ruolo | Sportivo        | Anno       |  |  |
| -- | -------------------- | ----- | --------------- | ---------- |  |  |
| -  | Rep. Ceca (bandiera) | -     | Holuša Jan      | -          |  |  |
| -  | Rep. Ceca (bandiera) | -     | Polášek Radek   | -          |  |  |
| -  | Rep. Ceca (bandiera) | -     | Muras Petr      | -          |  |  |
| -  | Rep. Ceca (bandiera) | -     | Koval Radomír   | -          |  |  |
| -  | Rep. Ceca (bandiera) | -     | Rodek Marcel    | -          |  |  |
| -  | Rep. Ceca (bandiera) | -     | Ščigel Daniel   | -          |  |  |
| -  | Rep. Ceca (bandiera) | -     | Zotyka Jan      | -          |  |  |
| -  | Rep. Ceca (bandiera) | -     | Halamíček Radek | -          |  |  |
| -  | Rep. Ceca (bandiera) | -     | Cirkl Pavel     | -          |  |  |
| -  | Rep. Ceca (bandiera) | -     | Levčík David    | -          |  |  |
| -  | Rep. Ceca (bandiera) | -     | Škerko Libor    | -          |  |  |
| -  | Rep. Ceca (bandiera) | -     | Kožušník Martin | -          |  |  |
|    | Rep. Ceca (bandiera) | -     | Wonka Stanislav | Allenatore |  |  |

## Palmarès
- 2 Campionati di Repubblica Ceca: 1997, 1998
- 1 Coppa di Repubblica Ceca: 1997